# 趙思義の乱
趙思義の乱（チョ・サウィのらん）は、李氏朝鮮建国初期の太宗2年（1402年）に、太祖の継妃だった神徳王后康氏の親戚で、安辺府使の趙思義が太宗に対して起こした反乱である。

## 概要
李氏朝鮮が建国された当時、太祖の長男の鎮安大君は出奔しており、太祖は正妃の神懿王后韓氏の子ではなく、溺愛する継妃の神徳王后との子である宜安大君を太子に冊封した。それに反発した太祖の五男の靖安大君（後の太宗）は、太祖7年（1398年）に決起し（第一次王子の乱）、太子や建国功臣の鄭道伝・沈孝生・南誾等を殺害し、永安大君を太子とする。同年9月には、永安大君は太祖から譲位され即位し、軍制の改革や王族の私兵の解体に着手する。
これに反感を抱いた太祖の四男の懐安大君は、第一次王子の乱の論功行賞で靖安大君に不満を持っていた朴苞と共に定宗2年（1400年）に決起する（第二次王子の乱）。しかし、この反乱は靖安大君に鎮圧され、朴苞は処刑され、懐安大君は流罪となった。その後、定宗は靖安大君に譲位し、靖安大君が第3代国王太宗として即位した。太祖は、一連の王子達の争いに嫌気が差し、咸興に引きこもってしまう。そうした中、神徳王后の親戚で、安邊府使の趙思義は、神徳王后や宜安大君の恨みを晴らすとして、太宗2年（1402年）に咸鏡道で蜂起した。当初、趙思義は朝廷から派遣された軍を破るなど善戦したが、太宗の腹心であった李叔蕃らの活躍により鎮圧された。趙思義や反乱に加わった人物は処刑され、乱は平定された。太宗の事を憎んでいた太祖も、この乱を支援したとされる。しかし、王師であった僧侶の無学大師に説得され、都に戻り太宗と和解している。

## 趙思義の乱が描かれたドラマ
- 「龍の涙」1996年～1998年　KBS
  - 太祖：キム・ムセン
  - 太宗：ユ・ドングン
  - 趙思義：チャ・チョルスン